# Strand-on-the-Green

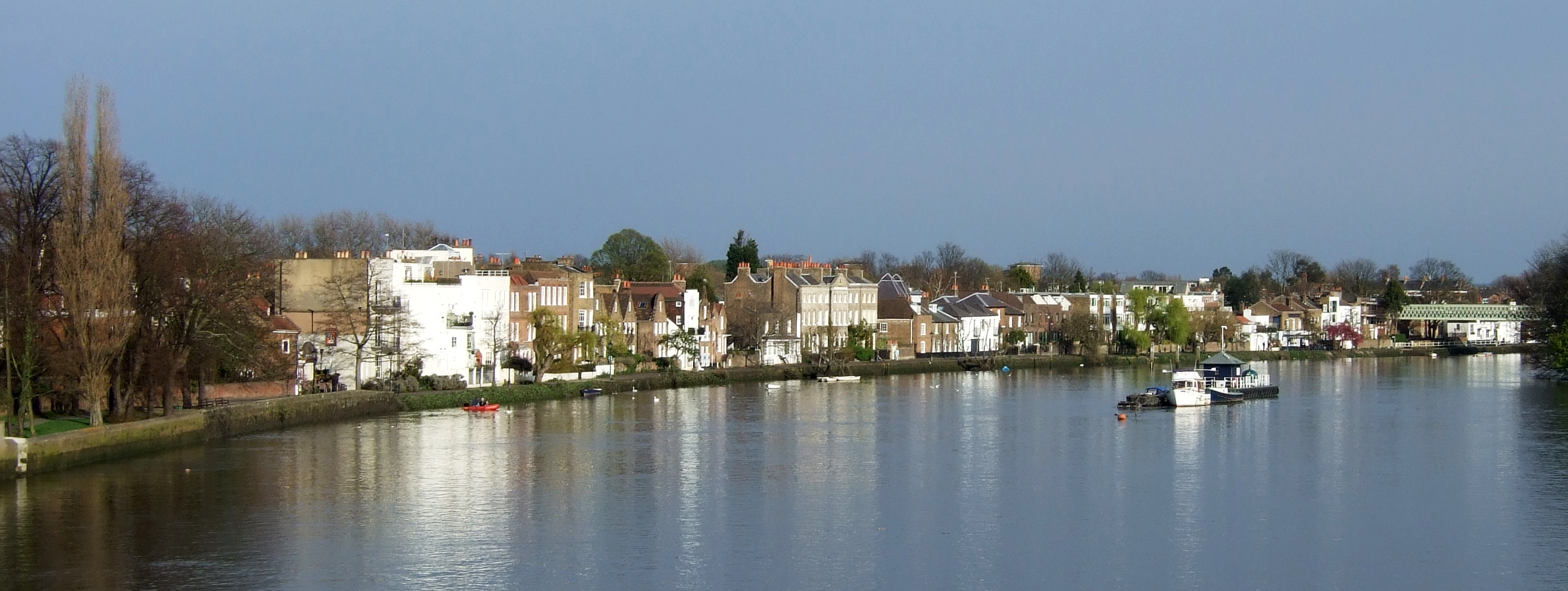
Strand-on-the-Green vista da ponte Kew

Strand-on-the-Green é uma área de Chiswick, na parte oeste de Londres.

## Historia
O pintor Johann Zoffany (1733-1810) habitou e faleceu em uma casa em Strand-on-the-Green, que hoje é chamada Zoffany House e tem um blue plaque.

## Localização
Strand-on-the-Green está localizado a este da ponte Kew, ao longo do banco norte do rio Tâmisa. Inclui a primeira parte da estrada a este da ponte Kew, o caminho ao longo do rio e a própria área.

## Pubs históricos
De oeste a este, os três pubs ao longo do rio em Strand-on-the-Green são:
- The Bell & Crown; com licença por volta de 1751, o mais próximo da ponte Kew.
- The City Barge; com licença desde 1786. Até 1807 este pub era conhecido como Maypole Inn. Sofreu grandes danos durante a Segunda Guerra Mundial, e o velho bar é tudo o que resta do original. O pub surge no filme de 1965 Help!, dos The Beatles.
- The Bull's Head; com licença desde 1722, a este da ponte Kew.

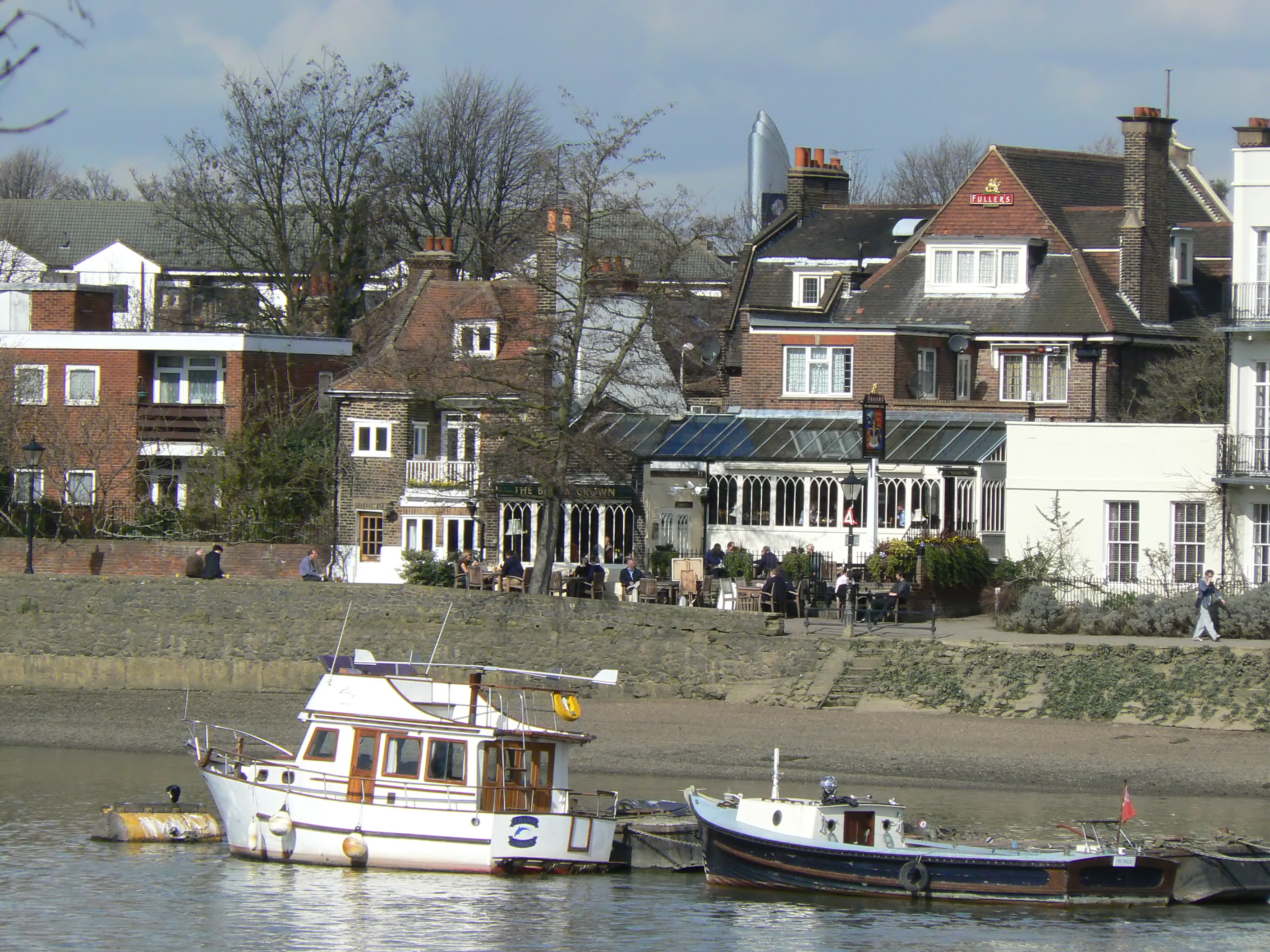
The Bell & Crown
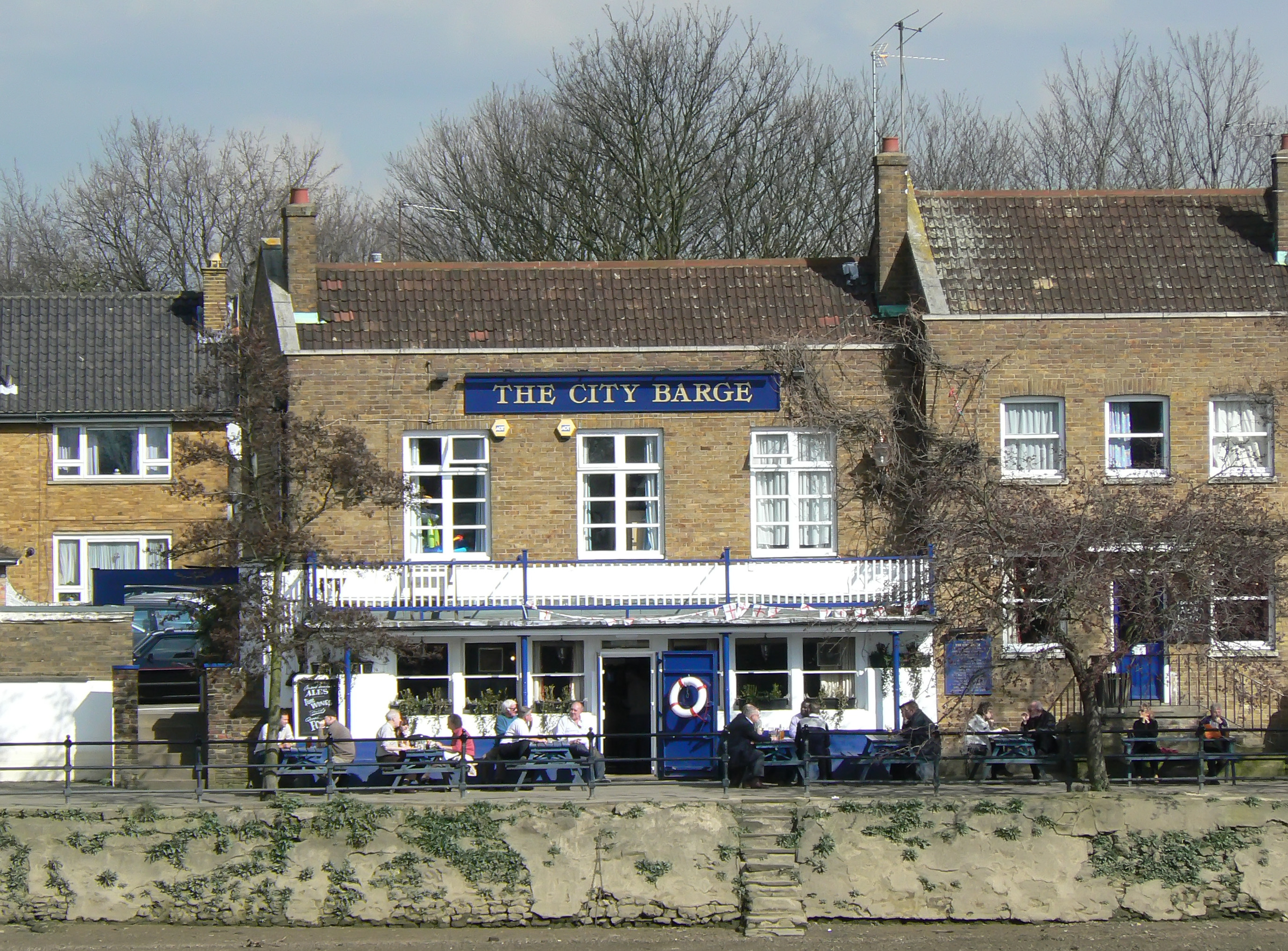
The City Barge
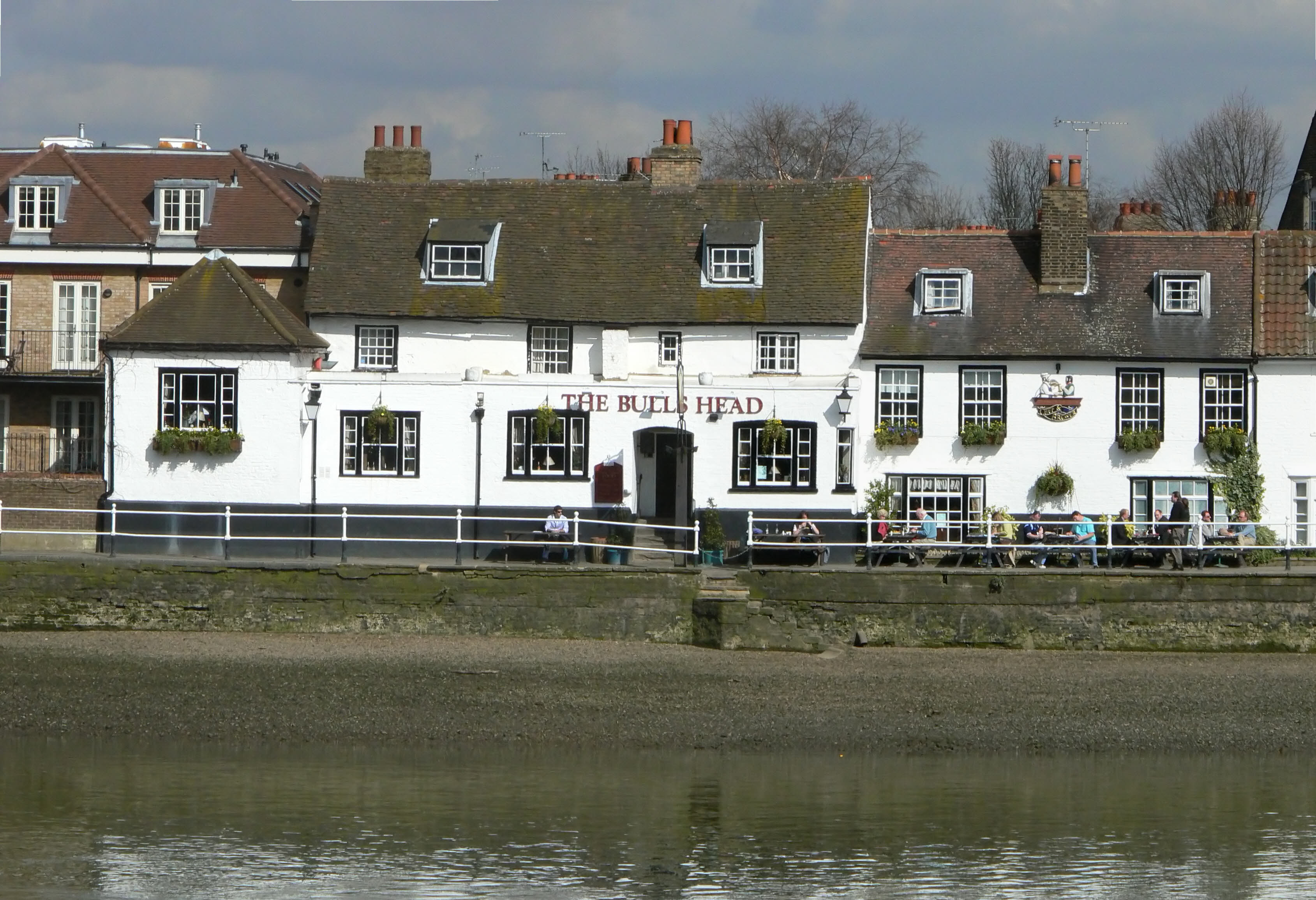
The Bull's Head